# Georg David Richerz
Georg David Richerz (* 10. November 1742 in Lübeck; † 3. Oktober 1811 ebenda) war ein deutscher Jurist und Bürgermeister der Hansestadt Lübeck.

## Leben
Richerz war Sohn des Pastors an der Jakobikirche in Lübeck und späteren Seniors des Lübecker Geistlichen Ministeriums Georg Hermann Richerz und seiner Ehefrau Anna Widderich, Tochter des Bergenfahrers und Lübecker Ratsherrn Johann David Widderich. Er studierte ab 1763 Recht an der Universität Helmstedt. 1766 war er als Protokollführer des Marstallgerichts in Lübeck tätig. Sein Studium der Rechtswissenschaften schloss er als Lic. jur. 1775 an der Universität Gießen ab. Er wurde zunächst Procurator am Obergericht Lübeck und bewohnte das Haus Hüxstraße mit der alten Hausnummer 291 im Johannis Quartier. 1799 wurde er in den Rat der Stadt gewählt und 1810 in der Lübecker Franzosenzeit zum Bürgermeister der Stadt bestimmt.
Der Superintendent Georg Hermann Richerz war sein Bruder.

## Schriften
- Varias quaestiones circa testamentum avi materni nepotes ex defuncta filia superstite eorundem patre instituentis, Giessa, Braun, 1775
- Circa testamentum avi materni nepotes ex defuncta filia superstite eorundem patre instituentis, Giessae, Braun, 1775